# 哈卡里

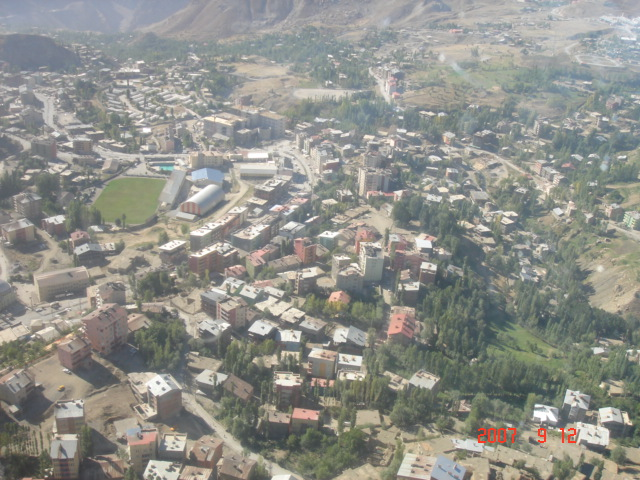
哈卡里

哈卡里是土耳其的城市，也是哈卡里省的首府，位於該國東南部，面積2,237平方公里，受大陸性氣候影響，每年平均降雨量753毫米，2010年人口57,844。

## 外部連結
- http://www.shlama.be/shlama/content/view/222/188/（页面存档备份，存于）
- https://en.wikivoyage.org/wiki/Hakkari（页面存档备份，存于）

37°35′N 43°44′E / 37.583°N 43.733°E